# Komosa sina
Komosa sina (Oxybasis glauca (L.) S.Fuentes, Uotila & Borsch) – gatunek rośliny jednorocznej z rodziny szarłatowatych.

## Występowanie
Występuje w dużej części Europy (brak go w Europie południowo-zachodniej i w Norwegii), w Ameryce Północnej oraz obszarach Azji o klimacie umiarkowanym. W Polsce gatunek pospolity na niżu i w górach po regiel dolny.

## Morfologia

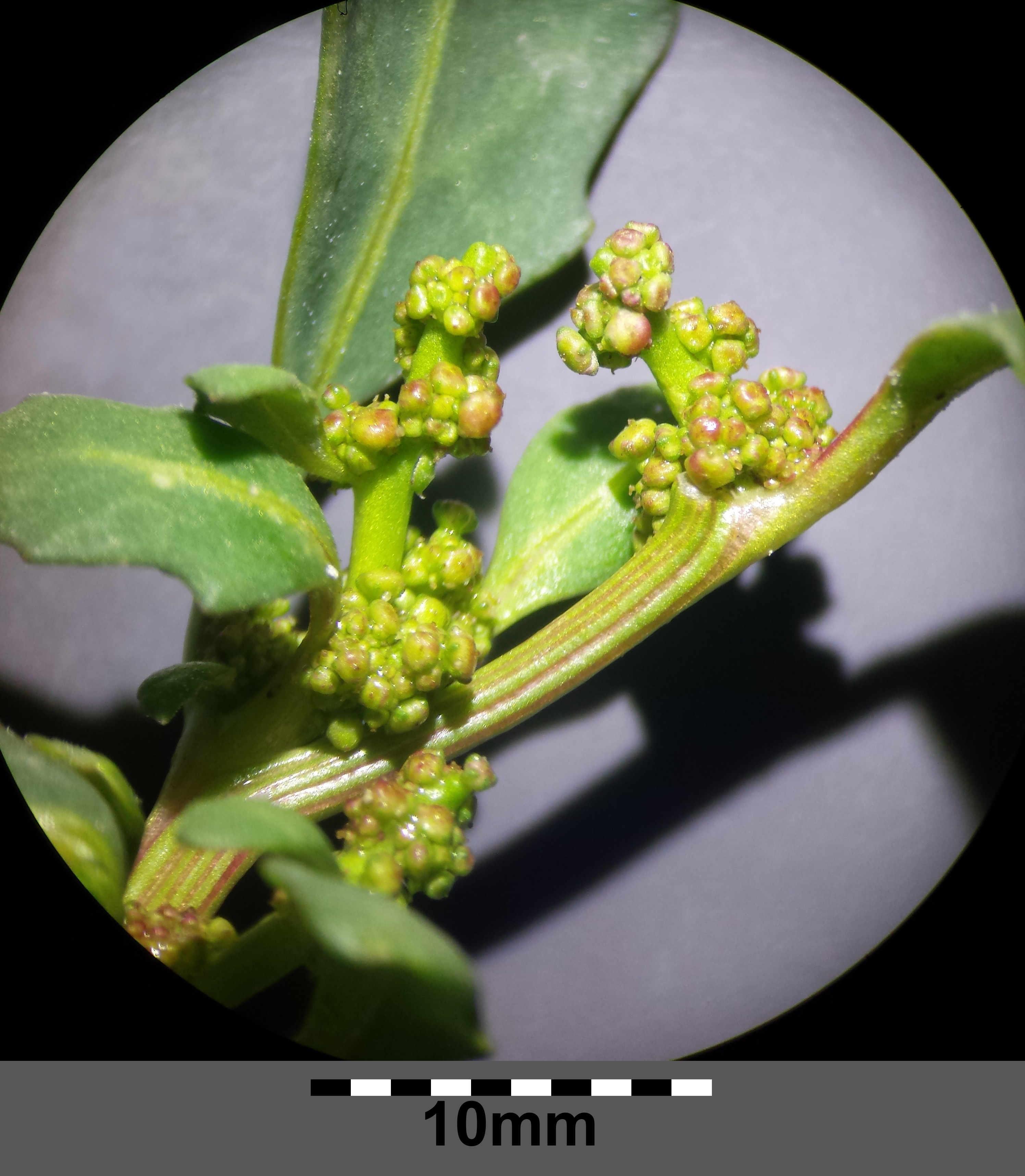
Kwiaty

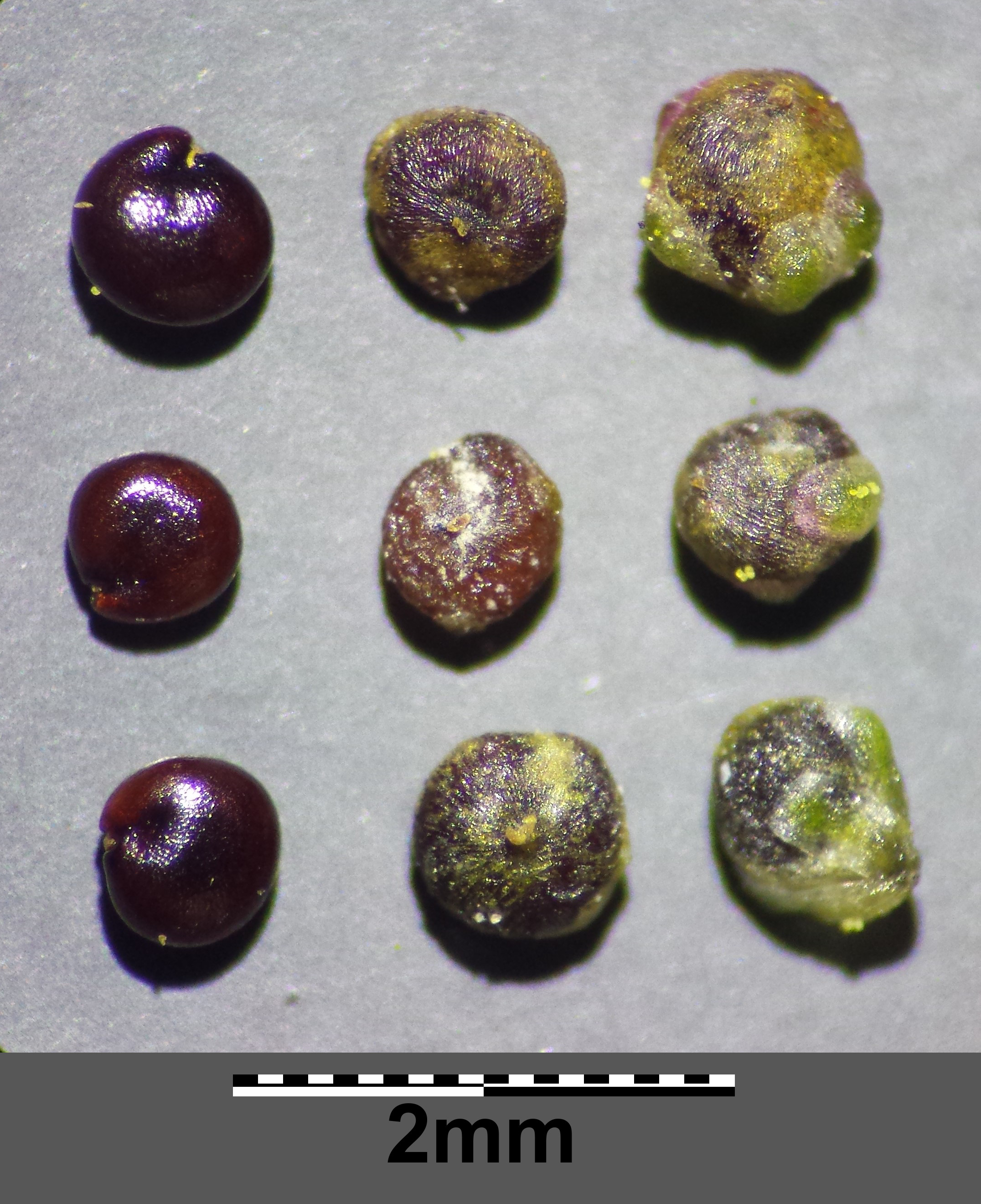
Nasiona i owoce

PokrójRoślina jednoroczna o wysokości 10–50 cm.
ŁodygaPłożąca.
LiściePodługowate, zatokowo płatowate, z wierzchu ciemnozielone, od spodu owłosione, niebieskoszare.
KwiatyZebrane w gęste kłosy rzekome. W Polsce kwitnie od lipca do września.

## Biologia i ekologia
Rośnie na wysypiskach, drogach wiejskich, na glebach piaszczystych. W klasyfikacji zbiorowisk roślinnych gatunek charakterystyczny dla Ass. Cheopodio rubri-Atricaplicetum patulae i Chenopodietum glauco-rubri.

## Zastosowanie
- Młode rośliny wykorzystywane były jako jarzyna.
- Chętnie zjadana przez drób hodowany w sposób naturalny.